# Voglia di vivere (Angelina Mango)
Voglia di vivere è il secondo EP della cantautrice italiana Angelina Mango, pubblicato il 19 maggio 2023 con etichetta doppia 21CO e BMG Rights Management.

## Descrizione
L'EP, che mostra l'artista come interprete di tutte e sei le tracce e autrice dei cinque inediti, vede la produzione principale di Zef, Michele Canova Iorfida, Michelangelo, Enrico Brun, e Antonio Cirigliano e la collaborazione nella stesura dei testi e musiche di Alessandro La Cava, Filippo Uttinacci, Stefano Tognini, Giorgio Pesenti, Enrico Brun, Matteo Marino e Marco Anastasio. La traccia finale è invece l'esibizione dal vivo della cover di Nove maggio del cantautore napoletano Liberato, registrata nel corso della fase serale di Amici.

La cantautrice ha raccontato di come è nato il disco attraverso le varie collaborazioni:

Inoltre in merito all'EP, la Mango ha dichiarato in un'intervista a Newsic:

## Tracce
1. Ci pensiamo domani – 3:00 (Angelina Mango, Alessandro La Cava, Filippo Uttinacci, Stefano Tognini)
2. Mani vuote – 3:04 (Angelina Mango)
3. Voglia di vivere – 2:24 (Angelina Mango, Giorgio Pesenti)
4. Vita morte e miracoli – 2:40 (Angelina Mango, Enrico Brun, Matteo Marino)
5. Eccetera – 2:39 (Angelina Mango, Antonio Cirigliano, Marco Anastasio)
6. Nove maggio (Live) – 1:44 (Liberato) – cover di Liberato

## Formazione

### Musicisti
- Angelina Mango – voce
- Stefano "Zef" Tognini – programmazione (traccia 1)
- Michele Canova Iorfida – tastiere e programmazione (traccia 2)
- Antonio Cirigliano – chitarre e basso (tracce 2, 5), programmazione (traccia 5, 6)
- Michelangelo – tastiere, chitarre, basso e programmazione (traccia 3)
- Enrico Brun – pianoforte, basso synth, programmazione (traccia 4)

### Produzione
- Stefano "Zef" Tognini – produzione (traccia 1)
- Emyk – ingegnere del suono (traccia 1)
- Michele Canova Iorfida – produzione, ingegnere del suono (traccia 2)
- Michelangelo – produzione, ingegnere del suono (traccia 3)
- Enrico Brun – produzione (traccia 4)
- Marco Vialard – ingegnere del suono (traccia 4)
- Antonio Cirigliano – produzione (traccia 5, 6), ingegnere del suono (traccia 6)
- Ugo Evangelista – ingegnere del suono (traccia 5)

## Successo commerciale
Nella classifica italiana degli album stilata dalla FIMI il disco ha esordito in 2ª posizione, risultando il debutto migliore tra i concorrenti dell'edizione di Amici della cantante e la terza artista nel 2023 a debuttare nella Top 3 della Classifica FIMI Album dopo L'amore di Madame e Per sempre di Paola & Chiara. L'EP ha successivamente ottenuto il disco di platino.
I singoli Voglia di vivere e Ci pensiamo domani sono entrambi riusciti a entrare nella Classifica FIMI Singoli: il primo, seppur senza superare la posizione 87 della classifica, ha raggiunto successivamente la certificazione oro; il secondo ha invece ottenuto un successo ben più imponente, trascorrendo numerose settimane nella Top 10 e raggiungendo la certificazione quarto disco platino.

## Classifiche

### Classifiche settimanali
| Classifica (2023) | Posizione massima |
| ----------------- | ----------------- |
| Italia            | 2                 |

### Classifiche di fine anno
| Classifica (2023) | Posizione |
| ----------------- | --------- |
| Italia            | 47        |